# Adiža
Adíža (italijansko Adige, furlansko Adis, beneško Àdexe, ladinsko Adesc ali Adiç, nemško Etsch) je za Padom druga najdaljša reka v Italiji. Izvira na Južnem Tirolskem, sprva teče proti jugu, nato pa se pri prehodu iz alpskih dolin v Padsko nižino preusmeri na vzhod v Benečijo in se po 410 km južno od Chioggie izliva v Jadransko morje.
Njen izvir je v umetnem alpskem jezeru Lago di Resia v Retijskih Alpah, v bližini meje z Avstrijo in Švico, od koder teče proti vzhodu po gorski dolini Vinschgau. Pri Meranu se preusmeri na jug, teče mimo Bolzana in Trenta. V dolini Val Lagarina zapusti gorato območje in se usmeri na vzhod v pokrajino Benečijo, kjer teče skozi Verono mimo Roviga in se v obliki delte izliva v Jadransko morje.
Kot gorska reka je zaradi preprečitve nenadnih poplav s podzemnimi kanali povezana z Gardskim jezerom. V nižini jo izkoriščajo za namakanje.
Njeni glavni pritoki so:
- Passer / Passirio pri Meranu,
- Eisack / Isarco pri Bolzanu,
- Noce pri Mezzocoroni,
- Avisio pri Lavisu in
- Fersina pri Trentu.

Omenjena je v pesmi Das Lied der Deutschen kot južna meja nemškega jezikovnega območja, kar je njen zgornji tok še danes.